# Gaimersheim
Gaimersheim er en købstad (markt) i Landkreis Eichstätt i Regierungsbezirk Oberbayern i den tyske delstat Bayern.

## Geografi
Gaimersheim ligger i Region Ingolstadt.
Kommunen består af byerne : Gaimersheim, Lippertshofen og Rackertshofen

### Nabokommuner
- Etting
- Böhmfeld
- Ingolstadt
- Eitensheim
- Wettstetten